# Pherallodus smithi
Pherallodus smithi är en fiskart som beskrevs av Briggs, 1955. Pherallodus smithi ingår i släktet Pherallodus och familjen dubbelsugarfiskar. Inga underarter finns listade i Catalogue of Life.